# Lijst van voetbalinterlands Armenië - Litouwen (vrouwen)
Deze lijst van voetbalinterlands is een overzicht van alle officiële voetbalwedstrijden tussen de nationale vrouwenteams van Armenië en Litouwen. De landen hebben tot nu toe vijf keer tegen elkaar gespeeld.

## Wedstrijden
| № | Plaats  | Datum            | Competitie        | Wedstrijd          | Uitslag |
| - | ------- | ---------------- | ----------------- | ------------------ | ------- |
| 1 | Jerevan | 4 maart 2020     | Vriendschappelijk | Armenië − Litouwen | 0 − 1   |
| 2 | Jerevan | 6 maart 2020     | Vriendschappelijk | Armenië − Litouwen | 1 − 1   |
| 3 | Jerevan | 12 april 2021    | Vriendschappelijk | Armenië − Litouwen | 2 − 2   |
| 4 | Jerevan | 17 februari 2023 | Vriendschappelijk | Armenië − Litouwen | 1 − 3   |
| 5 | Jerevan | 20 februari 2023 | Vriendschappelijk | Armenië − Litouwen | 0 − 1   |

## Samenvatting
| Competitie        | Totaal gespeeld | Winst Armenië | Gelijk | Winst Litouwen | Doelsaldo Armenië – Litouwen |
| ----------------- | --------------- | ------------- | ------ | -------------- | ---------------------------- |
| Vriendschappelijk | 5               | 0             | 2      | 3              | 4 − 8                        |
| Totaal            | 5               | 0             | 2      | 3              | 4 − 8                        |